# Yurisel Laborde
Yurisel Laborde Duany (* 18. August 1979 in Santiago de Cuba) ist eine kubanische Judoka und zweifache Weltmeisterin. 
Bei den Olympischen Sommerspielen 2004 gewann sie zusammen mit Lucia Morico aus Italien die Bronzemedaille in den Judowettbewerben der Frauen im Halbschwergewicht (Gewichtsklasse 78 kg). 
Bei den Judo-Weltmeisterschaften 2001 in München und den Judo-Weltmeisterschaften 2003 in Osaka gewann sie in dieser Gewichtsklasse die Silbermedaille, 2005 in Kairo und 2007 in Rio de Janeiro die Goldmedaille. Bei den Panamerikanischen Spielen 2003 in Santo Domingo gewann sie ebenfalls eine Silbermedaille. 2007 wurde sie als beste Sportlerin ihrer Heimatprovinz Santiago de Cuba ausgezeichnet.
Im Mai 2008 beantragte sie im Anschluss an ihren Sieg bei den Panamerikanischen Judo-Meisterschaften in Miami politisches Asyl. Sie begründete ihre Entscheidung in Medieninterviews mit ihrer Unzufriedenheit mit dem kubanischen Sportsystem, in dem sie nach zwölf Jahren erfolgreichen Hochleistungssports im Nationalteam nicht mehr besitze als ihre Medaillen. Obwohl sie zweifache Weltmeisterin sei, habe sie weder ein Haus noch ein Auto erhalten können. Da sie damit nicht weiter für Kuba antreten konnte und für internationale Wettbewerbe für ein anderes Land zunächst automatisch gesperrt war, gab sie damit ihren Traum vom Olympiasieg in Peking auf. Zum Zeitpunkt ihres überraschenden Verzichts auf eine Rückkehr nach Kuba galt sie als eine der größten Goldmedaillenhoffnungen des kubanischen Olympiateams. Ihr Nationaltrainer bezichtigte sie daraufhin gegenüber der internationalen Presse des „Verrats“, da in ihre Karriere als Spitzensportlerin viel investiert worden sei. Im Oktober 2011 wurde berichtet, ein Sportjournalist in Labordes Heimatstadt Santiago sei von seiner Arbeit im staatlichen Rundfunk entlassen worden, da er unerlaubterweise mit ihr in Kontakt geblieben war.
Nachdem sie zunächst für ein Jahr als Judo-Trainerin in Florida arbeitete, übersiedelte sie 2009 nach Puerto Rico, wo sie in den Polizeidienst eintrat. Sie gehört dort dem Judoverein der Sportschule der Stadt Carolina an.